# Tala Abujbara
Tala Abujbara, nascido a 22 de julho de 1992, é remador do Catar. 

## Biografia
Tala Abujbara estudou nos Estados Unidos no Williams College, jogava basquetebol e foi notada por um treinador de remo pelo seu físico atlético. Ela juntou-se então à equipa de remo da universidade. De volta ao Catar, ela não conseguiu encontrar mais ninguém para remar, por isso levou o single scull. Tornou-se conhecida em 2018 durante o Campeonato Mundial de Remo, onde terminou em 3º lugar na final D.
Terminou na 2ª posição na Final E do Campeonato Mundial de Remo de 2019 e qualificou-se no single scull nos Jogos Olímpicos de Verão de 2020, em Tóquio.
Tala Abujbara também se formou na HEC Paris.